# Чернодъб
Чернодъб е село в Южна България. То се намира в община Свиленград, област Хасково.

## География
Селцето се намира на 13 километра от Свиленград в посока село Капитан Андреево, което е граница със съседна Турция.

## История
До 1934 година името на селото е Кара Хъдър.

## Културни и природни забележителности
В селцето се намира природен извор на вода който по нищо не отстъпва на познатите ни минерални извори.

## Редовни събития
Всяка година на 1 май по традиция се прави събор в селото, на който присъстват близки и познати на живущите в селото и традиционно се сервира агнешко, приготвено в пещ, направена от кирпич по стар български обичай.

## Личности
Костадинов Костадинов (учен)